# Symfonie nr. 10 (Mozart)
Symfonie nr. 10 in G majeur, KV 74, is een symfonie van Wolfgang Amadeus Mozart. Hij schreef het stuk waarschijnlijk in de lente van 1770, tijdens zijn eerste reis naar Italië.

## Orkestratie
De symfonie is geschreven voor:
- Twee hobo's
- Twee hoorns
- Strijkers

## Delen
De symfonie is geschreven in de vorm van een Italiaanse ouverture en bestaat uit twee delen:
1. Allegro - Andante, 4/4 - 3/8
2. Allegro, 2/4

Het "andante" is niet geschreven als een apart deel, maar als het tweede deel van het openingsdeel. Het volgt meteen op het "allegro" na een dubbele maatstreep in maat 118.

## Opmerking
Het ondertekende manuscript van het werk draagt de opmerking "Ouverture zur Oper Mitridate" (Ouverture van de opera Mitridate) van de hand van Johann Anton André. Buiten het woord "ouverture" is de opmerking weggeschrapt. Uiteraard was André vereerd dat dit stuk origineel bedoeld was als een ouverture voor zijn opera Mitridate, die uiteindelijk een eigen ouverture kreeg, los van deze symfonie.